# Луго (провинция)
Луго (исп. и галис. Lugo) — провинция на северо-западе Испании в составе автономного сообщества Галисия. Административный центр — Луго.

## География
Территория — 9856 км² (25-е место среди провинций страны). Основная река — Миньо.

## Демография
Население — 357 тыс. (37-е место; данные 2005 г.).